# Die Geschichte wird mich freisprechen

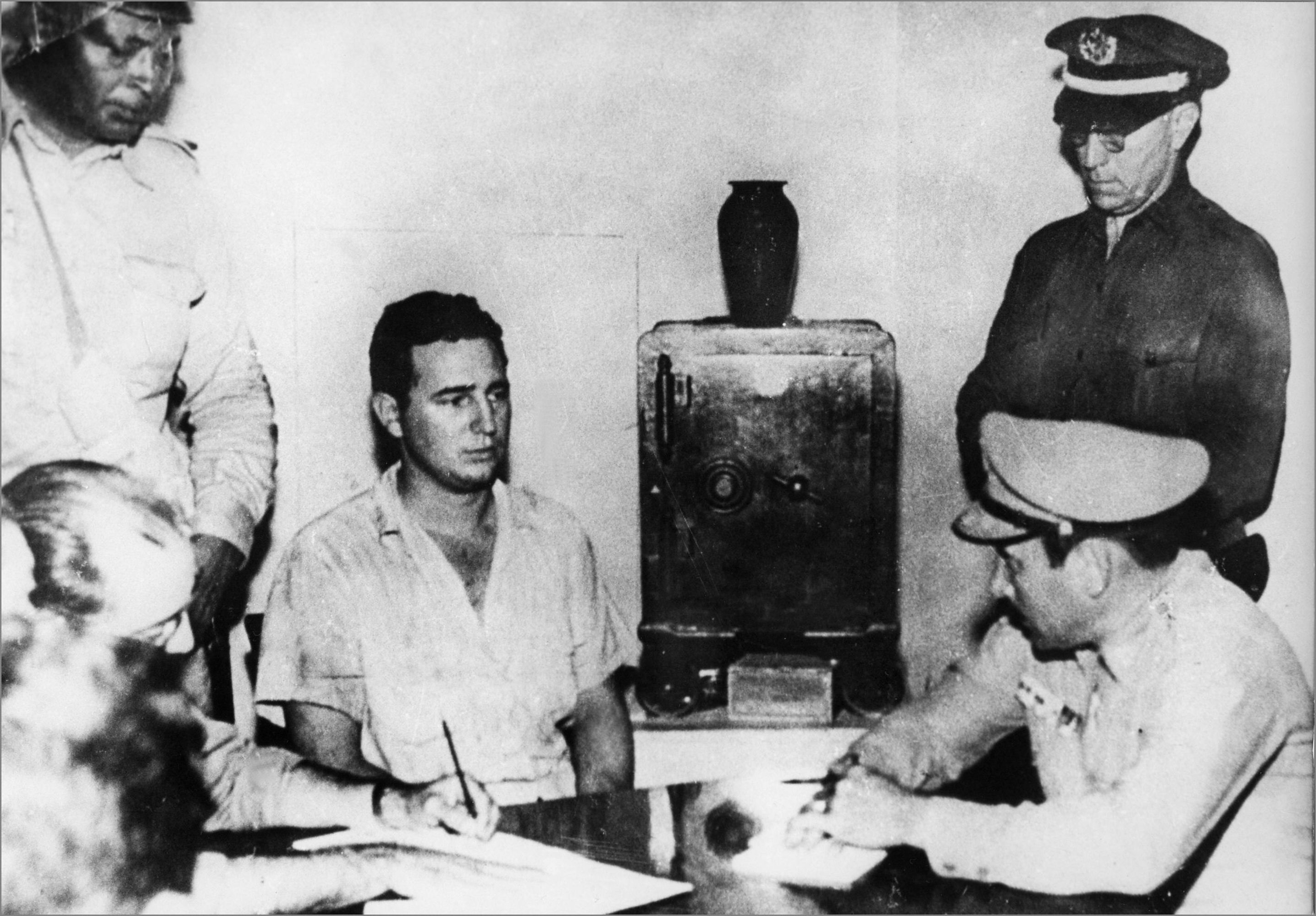
Castro nach seiner Festnahme, Juli 1953

Die Geschichte wird mich freisprechen (span. Originaltitel La historia me absolverá) ist der später gewählte Titel der Verteidigungsrede, die Fidel Castro als Plädoyer hielt, als er am 16. Oktober 1953 wegen des von ihm organisierten Angriffs auf die Moncada-Kaserne vor Gericht gestellt wurde.

## Entstehung des Textes
Sein am 16. Oktober gehaltenes Plädoyer musste Castro fast ohne juristische Nachschlagewerke ausarbeiten. Ebenso war es ihm nicht möglich, seine Rede aufzuschreiben, weshalb er gezwungen war, die gesamte Rede frei vorzutragen. Auf Basis seiner Rede schrieb Castro später im Gefängnis einen um zahlreiche ausführliche Zitate prominenter Vertreter der abendländischen Geistesgeschichte erweiterten Text, den er anschließend in Einzelteilen aus der Haft schmuggeln, unter Umgehung der Zensur drucken und ab Herbst 1954 im Untergrund als eine Art erstes Manifest der Kubanischen Revolution verbreiten ließ. Castro hatte bereits mehrere Monate zuvor eine andere programmatische Kampfschrift verfasst, die er im Dezember 1953 per Brief an den ihn unterstützenden Journalisten Luis Conte Agüero schickte, der sie in Castros Auftrag redigierte und ab Januar 1954 verbreitete. Die von Castro als „Manifest an die Nation“ konzipierte Schrift unter dem Titel Botschaft an Kuba, das leidet entfaltete jedoch nicht die von Castro erhoffte Breitenwirkung.
Die veröffentlichte Fassung endet mit den berühmt gewordenen Worten „Verurteilt mich, es hat keine Bedeutung. Die Geschichte wird mich freisprechen“. Dieser Schlusssatz wird daher seit der gedruckten Erstauflage als Titel verwendet. Die Erstauflage enthielt ein Vorwort des angesehenen Intellektuellen Jorge Mañach, das für spätere Auflagen nicht mehr verwendet wurde, nachdem Mañach 1960 aus Protest gegen Castros prokommunistische politische Kurswende wie zuvor schon unter Batista ins Exil gegangen war. Das Vorwort enthielt unter anderem die Mañach gegebene Fehlinformation, bei dem Text handele es sich um eine wortgetreue Originalmitschrift der vor Gericht gehaltenen Verteidigungsrede.

## Inhalt
Castro unternahm in seiner Rede keinen Versuch, seine Beteiligung am Angriff auf die Moncada-Kaserne oder seine Absichten hinsichtlich desselbigen zu bestreiten. Vielmehr war es sein Ziel, diesen Angriff durch die Anklage der Batista-Diktatur zu legitimieren.
So begann er zunächst damit, Unregelmäßigkeiten im Prozessverlauf zu kritisieren, und ging anschließend dazu über, die Ermordung und Folterung seiner gefangen genommenen Mitkämpfer anzuprangern.
Nach einer Beschreibung des Vorgehens beim Angriff auf die Moncada-Kaserne erwähnt Castro die Revolutionsgesetze, die er nach einem erfolgreichen Angriff über den Rundfunk verbreiten lassen wollte. Diese Revolutionsgesetze, eher reformistisch denn revolutionär gehalten,  hätten ihm zufolge die Verfassung von 1940 wieder einführen sollen. Darüber hinaus sollten nach diesem Gesetz die Kleinbauern das von ihnen gepachtete Land als Besitz zugeteilt bekommen. Ebenfalls sah das Gesetz vor, Fabrikarbeiter prozentual an den Gewinnen ihrer Betriebe zu beteiligen. Gleiches sollte für pachtende Bauern gelten. Des Weiteren hätte das Revolutionsgesetz die Konfiskation veruntreuter Gelder und Güter vorgeschrieben.
Anschließend sprach Castro die auf Kuba herrschenden Missstände wie Analphabetismus und schlechte Wohnbedingungen an und machte sowohl die Diktatur Batistas als auch die Korruption dafür verantwortlich.
Schließlich ging Castro dazu über, den Staatsstreich Batistas und somit seine Herrschaft für illegal zu erklären. Aus diesem Grund konnte sich Castro somit auf das in Artikel 40 der Verfassung (aus dem Jahre 1940) verankerte Recht zum Widerstand gegen eine illegitime Regierung berufen. Gleichzeitig belegte Castro auf diese Weise, dass es sich bei seinem Angriff nicht um einen verbotenen Aufstand gegen die verfassungsmäßigen Staatsgewalten gehandelt habe, da das Regime Batistas nicht verfassungskonform gewesen sei. Dabei kritisierte er ebenfalls die Judikative, die nichts gegen Batistas Verfassungsverstöße unternommen habe.

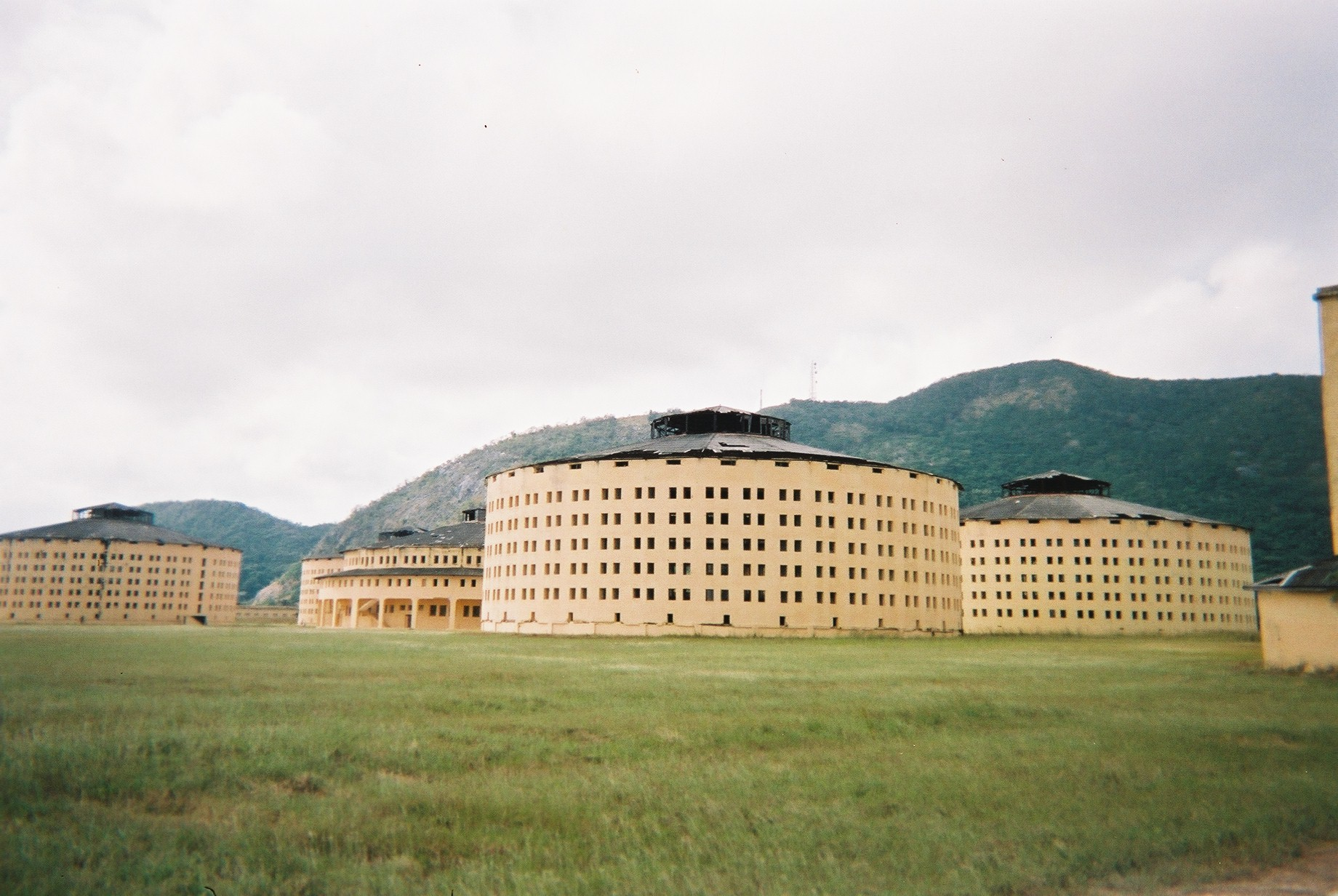
Das Gefängnis Presidio Modelo auf der Isla de Pinos, in dem Castro nach dem Prozess inhaftiert wurde

## Historische Einordnung
Fünf Tage nach dem erfolglosen Angriff auf die Moncada-Kaserne in Santiago de Cuba am 26. Juli 1953 wurde Castro mit einigen Kameraden von einer Militärpatrouille überrumpelt und festgenommen.
Bereits im Vorfeld zu der Gerichtsverhandlung, in der Castro wegen der Organisation und Durchführung eines bewaffneten Aufstandes angeklagt wurde, wurden ungefähr 60 gefangen genommene Rebellen in den Gefängnissen gefoltert und ermordet.
Der Prozess gegen Castro und einige seiner Mitkämpfer begann am 21. September 1953 und endete am 16. Oktober desselben Jahres. In dessen Verlauf wurden insgesamt 29 Kämpfer zu Haftstrafen von drei, zehn und dreizehn Jahren verurteilt. Fidel Castro selbst wurde zu einer Haftstrafe von fünfzehn Jahren verurteilt.
Nach einem Jahr und sieben Monaten Haft auf der Isla de Pinos wurde Fidel Castro am 15. Mai 1955 auf Druck der Öffentlichkeit wieder freigelassen und ging am 7. Juli ins Exil nach Mexiko.

## Ausgaben (Auswahl)
- Die Geschichte wird mich freisprechen. Rotbuch, 2009, ISBN 978-3-86789-061-8.
- Die Geschichte wird mich freisprechen. Hinder und Deelmann, 1968
- Die Geschichte wird mich freisprechen. Verlag des Instituts für Geosoziologie und Politik, 1965